# توران فتح‌الله‌زاده
توران فتح الله‌زاده نماینده رشت در مجلس مؤسسان سوم بود که در سال ۱۳۴۶ خورشیدی تشکیل شد و کار آن تغییر اصولی از قانون اساسی ایران جهت تعیین فرح پهلوی به نیابت سلطنت بود تا در صورت مرگ شاه، تا رسیدن ولیعهد به سن قانونی با همکاری شورای سلطنت امور کشور را اداره کند.